# Phaonia dianierrans
Phaonia dianierrans är en tvåvingeart som beskrevs av Xue och Li 1991. Phaonia dianierrans ingår i släktet Phaonia och familjen husflugor. Inga underarter finns listade i Catalogue of Life.